# Jegor Azarkiewicz
Jegor Azarkiewicz (biał. Яго́р Азарке́віч; Yahor Azarkevich, Jahor Azarkiewicz; ros. Его́р Серге́евич Азарке́вич, Jegor Siergiejewicz Azarkiewicz; ur. 26 czerwca 1997 w Mińsku) – białoruski DJ i producent muzyczny. Jego styl to mieszanka progressive house, deep-house i trance. Często używany fortepian.
W 2014 roku założył własną wytwórnię płytową pod nazwą Azarkevich Records.

## Dyskografia

### Albumy
| Nazwa         | Opis                                                                     |
| ------------- | ------------------------------------------------------------------------ |
| All The World | - Data wydania: 1 września 2014 - Wytwórnia płytowa: Azarkevich Records  |
| XXXX          | - Data wydania: 5 września 2016 - Wytwórnia płytowa: Azarkevich Records  |
| Superfunk     | - Data wydania: 21 stycznia 2019 - Wytwórnia płytowa: Azarkevich Records |

### Singli
2013
- Anne
- Minsk

2014
- Black Parrot
- Equilibria
- Veritas
- Ursa Minor (with Soundliner)
- Life
- Inception
- Rainfall (with Soundliner)[3][4]

2015
- The Everytime
- Mars
- The Noir (with Soundliner)
- Haze (feat. Ayya)
- Two